# Économie de l'Italie
L'Italie est un pays industriel à l'économie diversifiée, dont le produit intérieur brut, global ou par habitant, est comparable à ceux de pays comme la France ou la Grande-Bretagne. Ce produit intérieur brut de 2 158 910 millions de dollars en fait la 8e puissance économique mondiale en 2023 derrière les États-Unis, la Chine, le Japon, l'Allemagne, le Royaume-Uni, l'Inde et la France.
L'économie italienne est caractérisée par des contrastes régionaux importants entre le nord (plaine du Pô) très développé, industrialisé, et dynamique, le centre, autour de Rome dominé par le secteur tertiaire et les fonctions politiques de la capitale, et le sud, le Mezzogiorno, plus rural et souffrant d'un taux de chômage élevé (de l'ordre de 14 %) et de la présence de la mafia. Ce déséquilibre continue d’exister malgré les nombreuses politiques menées en faveur du développement du Mezzogiorno depuis l'unification italienne au XIXe siècle.
À noter également, l'importance des petites et moyennes entreprises (le plus fort taux d'Europe), notamment dans le centre et le nord-est, et la prépondérance du capitalisme familial dans tous les secteurs d'activités qui contribuent fortement à la notoriété du savoir-faire italien dans le monde. En effet, la balance commerciale de l'Italie est positive si on exclut le secteur énergétique. Forte de sa tradition industrielle et de son tissu de PME densément implanté au Nord et au Centre, l'Italie est par exemple solidement installée dans le trio de tête des plus importants exportateurs mondiaux de machines-outils derrière le Japon et l'Allemagne,.
L'Italie est très tributaire des importations pour ses approvisionnements en matières premières et en énergie (76 % de sa production est issue de l'énergie fossile). Le pays dispose de quelques gisements de gaz naturel et d'importantes ressources en hydro-électricité et en géothermie, mais a renoncé totalement à l'énergie nucléaire.

## Généralités
L'Italie est la deuxième puissance industrielle européenne derrière l'Allemagne, et la troisième puissance économique européenne ,et c'est le troisième producteur d'armes en Europe après la France et l'Angleterre, grâce au groupe Leonardo, deuxième en Europe quant au chiffre d'affaires, ce qui fait de l'Italie le pays dont la production est la plus diversifiée en Europe.
Malgré la crise de 2009 et la mafia qui représente 20% du PIB, l'Italie reste la huitième puissance mondiale, et cela est principalement dû au fait que la qualité des produits italiens et de son industrie est considérée au niveau international, l'Italie détient environ le double du nombre d'entreprises par rapport a la France, l'Italie a abandonné l'énergie nucléaire en 1987 à la suite du référendum d'État au profit du peuple.
Une difficulté de l'Italie est sont endettement public élevé causé par une mauvaise organisation politique. Cet endettement est détenu à 80 % par le peuple italien, quand la dette française est détenue par les Allemands, les Japonais et en partie les Anglais et Italiens.

## Histoire

### Le Miracle économique italien (1950-1970]

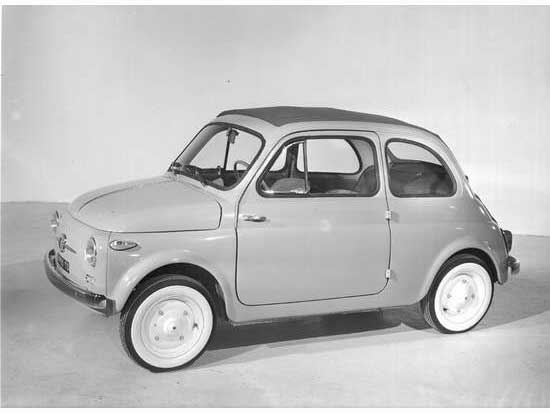
La Fiat 500, lancée en 1957, est considérée commeun symbole du miracle économique italien après-guerre.

Il s'agit d'une période de très forte croissance économique basée sur l'essor de la grande industrie (automobile, mécanique lourde, sidérurgie, pétrochimie, biens d'équipements, chantiers navals, etc.) essentiellement au nord-ouest et qui permit de transformer le pays jusqu'alors faiblement industrialisé et essentiellement agricole en l'une des nations les plus hautement développées de la planète.

### L'émergence de la Troisième Italie et des districts industriels (années 1970 et 1980)
Marquées par le premier choc pétrolier, les années 1970 marquent le début d'une longue période de crise pour l'industrie lourde italienne et européenne. Toutefois, les secteurs de la manufacture légère échappèrent à la crise et contribuèrent à relancer l’ensemble de l’économie italienne, tout du moins sur le versant des exportations, en industrialisant des régions restées jusqu'alors en marge du boom économique italien des décennies précédentes. Ce développement fut impulsé par les performances remarquables d'une organisation productive typique de ces territoires apparue dès les années 1960, le district industriel regroupant des constellations de PME organisées en réseau autour de la production d'une famille de produits.	
C'est le sociologue italien Arnaldo Bagnasco qui fut l'un des premiers à attirer l’attention en 1977 sur l’originalité de ce modèle d’industrialisation caractéristique de ce qui sera appelé par les sociologues et les économistes, la « Troisième Italie ». À côté de la « Première » Italie (le triangle très industrialisé et développé du Nord-Ouest entre Milan, Turin et Gênes) et de la « Seconde » Italie (le Mezzogiorno sous-développé), la « Troisième » Italie s'étend du Centre au Nord-Est du pays (Marches, Ombrie, Toscane, Émilie-Romagne, Vénétie).
Ces régions se spécialisèrent dans des activités traditionnelles (habillement, chaussure, cuir, joaillerie, agroalimentaire, ameublement, papeterie, matériaux de construction, etc.) ou plus modernes (petite mécanique, électrotechnique, machines-outils et pièces de rechange, biens électroménagers, etc.). Bien des réussites industrielles du pays sont aujourd'hui encore liées à ces régions et la plupart des produits que l’on peut estimer comme typiques du made in Italy sont issus de ce système de production. En 2018, il existait 153 districts industriels en Italie.
Si l’attention portée sur l'organisation des districts industriels a été initialement lente à se former chez les économistes et les sociologues (à partir de la fin des années 1970), sur le plan institutionnel et législatif elle l’a été encore plus, car l’État italien a attendu jusqu’au début des années 1990 pour proposer une reconnaissance formelle des districts et participer donc à leur fonctionnement avec des financements et contributions aux entreprises.

### Années 2000 à 2023

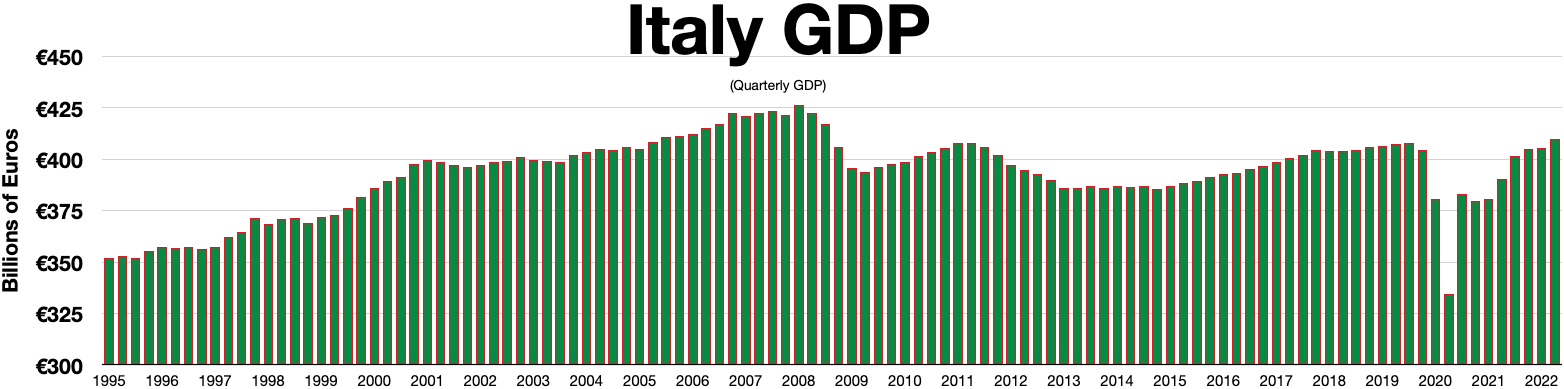
PIB trimestriel réel

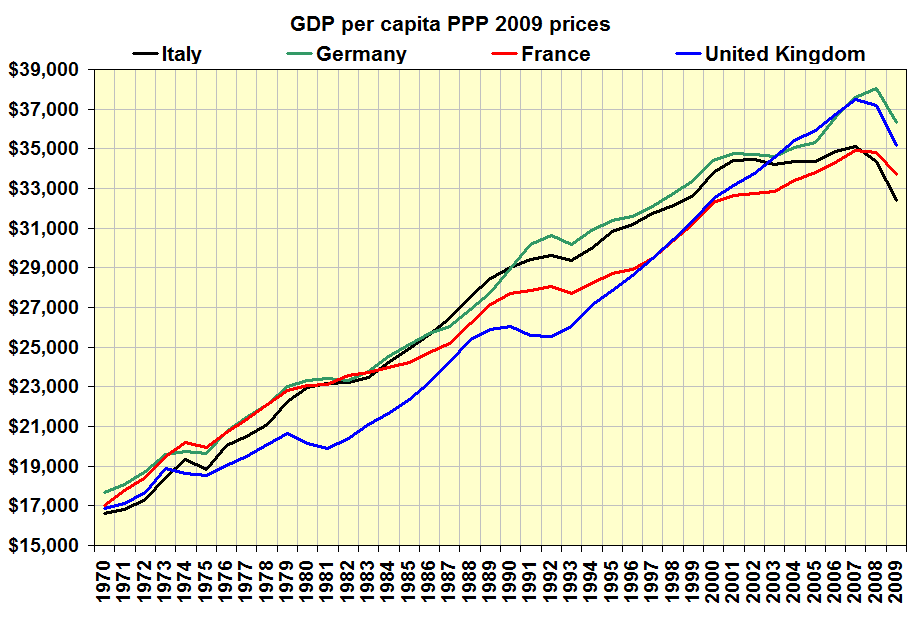
PIB par habitant, Italie, France, Allemagne, économie britannique de 1970 à 2008

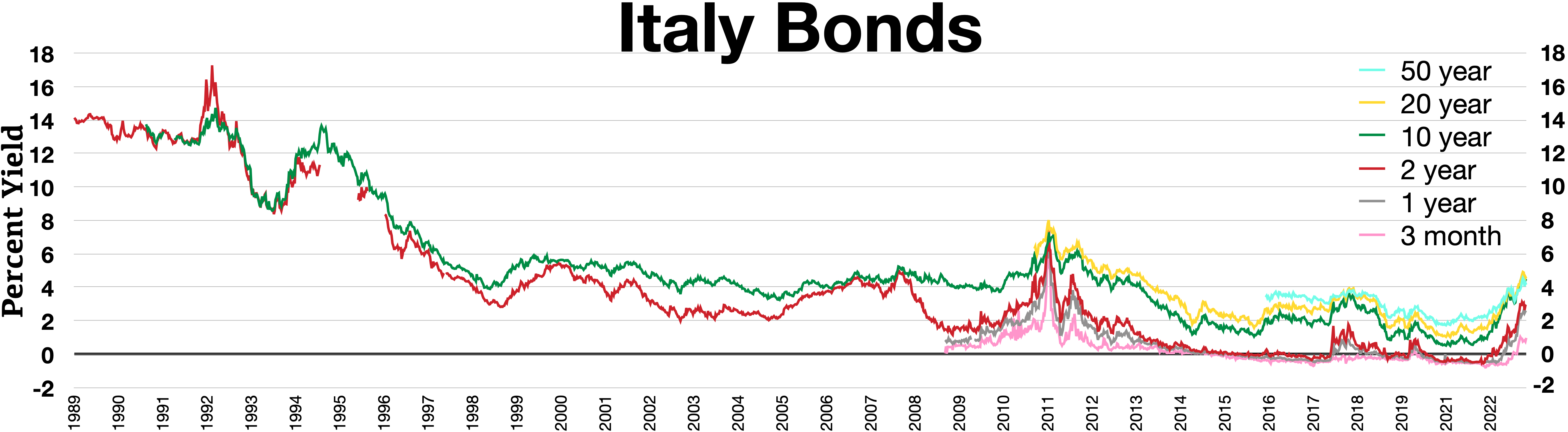
Emprunts d'Etat en Italie
Crise de la dette européenne en 2011
negative interest rates 2015-2022

Au cours des dernières décennies, le pays a poursuivi une politique fiscale stricte dans le but de répondre aux critères économiques et monétaires de l'Union européenne, ce qui lui a permis, grâce à des taux d'intérêt limités et une inflation plus basse, de participer à l'euro dès sa création en 1999.
Néanmoins, depuis les années 1990, les performances économiques de l'Italie sont inférieures à la moyenne européenne. Cela a conduit les gouvernements de Silvio Berlusconi puis de Romano Prodi à mettre en œuvre de nombreuses réformes pour à court terme améliorer la compétitivité du pays et à plus long terme sa croissance économique. Cependant la mise en œuvre de réformes, comme l'allègement des prélèvements obligatoires, l'assouplissement du marché du travail et la réforme de l'onéreux système de retraites, ont avancé lentement du fait de la stagnation de l'économie, de l'opposition des syndicats et de l'instabilité du gouvernement.
La crise économique de 2008 a fortement ébranlé le pays qui a subi deux violentes récessions (2008-09, 2011-13), doublées d’une crise sociale en arrière-plan et d'une restructuration sans précédent de son système bancaire. Toutefois, depuis 2012, les exportations italiennes, notamment dans des secteurs spécialisés comme la mode, les machines-outils, l'automation, l'agroalimentaire, l'industrie pharmaceutique et la haute technologie connaissent chaque année une très forte hausse, avec un record atteint en 2017,. À l'inverse, les entreprises tournées vers le marché intérieur souffrent toujours de la crise, étant dépendantes d'une consommation des ménages en berne et d'un taux de croissance insuffisant.
Le produit intérieur brut (PIB) à prix constants de l'Italie a chuté de 10 % entre 2008 et 2017 et malgré les très bonnes performances à l'exportation, la production industrielle du pays était en 2017 encore inférieure de 20 % par rapport à son niveau d'avant-crise, du fait de la baisse drastique de la demande intérieure,. Le ressentiment est élevé en Italie à l'égard de l'Union européenne. Depuis l'adoption de l'euro, le revenu par habitant de l'Italie n'a quasiment pas augmenté (le salaire moyen brut est passé, à prix constants, de 28 939 euros en 2001 à 29 214 euros en 2017).
En 2018, le gouvernement promet des privatisations massives à la Commission européenne. Les actifs cessibles devraient être essentiellement immobiliers, les gouvernements précédents ayant déjà privatisé la plupart des entreprises publiques. Une amnistie fiscale, mesure défendue par la Ligue du Nord, est adoptée afin d'éponger les contentieux dans la limite de 500 000 euros. Une baisse de la fiscalité pour le petit patronat et les travailleurs indépendants est également décidée. Elle devrait par la suite concerner l’ensemble de l’impôt sur les sociétés, selon un mécanisme de flat tax (système d’imposition à taux unique) tout en avantageant principalement les revenus les plus élevés. Des dispositions favorables aux étrangers fortunés sont également introduites, leur permettant de bénéficier de privilèges fiscaux s'ils transfèrent leur résidence fiscale en Italie. Le régime fiscal du pays, qui en outre ne prévoit pas de droits de donation et de succession, rencontre un certain succès auprès de riches ressortissants britanniques effrayés par le Brexit.
En 2019, la production industrielle est en baisse et le chômage en hausse. Selon la Commission européenne et le FMI, la croissance prévue pour 2019 est proche de zéro. Pour l'OCDE, elle serait même négative. Le déficit (2,4% en 2019) est dû à la charge de la dette (3,8% du PIB). Si l’on exclut cette dernière, les recettes fiscales dépassent les dépenses publiques de 1,4 % du PIB.

### Depuis 2024
En 2024, le gouvernement de Giorgia Meloni décide d'accentuer le programme de privatisations pour faire face à la forte dette publique (2 855 milliards d’euros, soit 140,1 % du PIB).
En 2024, le déficit public de 7,2 % du PIB est réduit à 3,4 % du PIB.
En 2025, le PIB par habitant de l'Italie dépasse le PIB français. L'Italie devient quatrième exportateur. Le chômage est à son plus bas niveau.
La politique italienne mêle différentes approches: réduction des déficit, fiscalité, investissements, partenariats commerciaux, performance des entreprises publiques.

## Les faiblesses de l'économie italienne
- Un déficit d'innovation technologique : La croissance est traditionnellement atone en Italie et inférieure à la moyenne de la zone euro depuis les années 1990. En cause, une économie globalement peu innovante, peu dynamique, et qui pâtit à la fois d'un manque d'investissement et de compétitivité, de services chers, de monopoles et d'une stagnation des gains de productivité.

- Un chômage des jeunes et des femmes en explosion et une fuite des cerveaux: Le chômage touchait 39,1% des 16-25 ans en 2016, avec  des niveaux bien supérieurs dans le Mezzogiorno : 56% dans la région de Naples, la Campanie ; 57% en Sicile ; et presque 60% de jeunes au chômage en Calabre. Selon les statistiques officielles italiennes, de nombreux italiens émigrent chaque année. Ils étaient presque 100.000 en 2013, soit 20% de plus que l'année précédente, qui elle-même était en augmentation de 30% par rapport à 2011. Au total, les deux-tiers de ces émigrants italiens ont moins de 35 ans[16].

- Le vieillissement de la population : En 2018, près d'un Italien sur quatre a plus de 65 ans et l'âge moyen dépasse désormais 45 ans. Au 31 décembre 2017, la population italienne comptait 100 000 personnes de moins que l'année précédente, pour un total de 60,5 millions[17].

- La dette publique : La dette italienne dépasse les 135 %, ce qui en fait l'une des plus lourdes du monde. Une grande partie des ressources publiques sont donc absorbées dans le remboursement des intérêts de cette dette, au lieu d'être mobilisées pour relancer la croissance.

- La grande disparité régionale entre le Nord et le Sud de l'Italie : Bien qu'il concentre le tiers de la population italienne (environ 20 millions d'habitants), le Mezzogiorno n'assure que 10 % du total des exportations de l'Italie. Il est caractérisé par un fort taux de chômage, une importante économie souterraine qui échappe à l'imposition et par la mainmise de la mafia sur l'économie et la société[18].

- L'instabilité politique : Un facteur qui plonge les marchés dans un sentiment d'incertitude délétère.

- La fraude fiscale : Plus de 132 milliards de revenus Irpef (impôts sur le revenu des particuliers) ont été cachés au fisc italien, engendrant un manque à gagner pour l’Etat de plus de 38 milliards d'euros par an, selon un rapport élaboré par un bureau d’experts au Sénat en 2018 [19].

- Des entreprises trop petites face à la compétition internationale : La taille moyenne des entreprises italiennes est désormais trop petite pour faire face au marché mondial, tandis que les districts industriels traversent eux une crise majeure. Le capitalisme familial occupe encore une grande place en Italie. Or celui-ci se caractérise par une forte méfiance et une forte opacité vis-à-vis des investisseurs institutionnels ce qui retarde la nécessaire modernisation de ces PME qui ne sont donc plus assez compétitives pour faire face à la concurrence internationale. De plus, la taille modeste des entreprises, y compris parmi les plus grandes entreprises du pays, les rendent vulnérables à la prédation des grands groupes étrangers. Au cours de ces dernières années de nombreuses entreprises ont été rachetées par des groupes étrangers (exemples des rachats récents de la branche sidérurgie du Groupe Lucchini par le Russe Severstal, des fabricants d'électroménager Candy et Indesit respectivement par le Chinois Haier et l'Américain Whirlpool, de l'électricien Edison par le Français EDF, etc.) ou connaissent une forte concurrence étrangère en Italie même (implantation de Carrefour et d’Auchan) ce qui laisse craindre que le pays devienne, comme l’affirme le sociologue Luciano Gallino, « une sorte de colonie soumise aux exigences économiques, sociales et politiques d’autres pays »[20].

- Le modèle des districts industriels remis en question : Le modèle de production italien par districts industriels, autrefois enviés et étudiés par de nombreux pays, est partiellement en crise. La force de ces bassins de mono-activité reposait sur un phénomène de synergie entre les entreprises. Or leur structure en réseau est désormais mise à mal par un nombre croissant de délocalisations qui rompent ces liens traditionnels existants entre elles. De plus, cette organisation conduit à un partage des innovations qui prime de fait sur la recherche. Cependant, la très bonne santé des exportations italiennes depuis la fin de la crise économique de 2008 tend à réhabiliter en partie l'efficacité de cette organisation, notamment grâce au développement du modèle de la multinationale de poche (multinazionale tascabile)[21]. Contrastant avec le schéma classique de la firme multinationale géante	de par son nombre d'employés et détenue	par des	actionnaires vivant aux	quatre coins du	monde, la multinationale de poche	 constitue un compromis entre le	modèle traditionnel italien de l’entreprise familiale et la nécessaire adaptation aux exigences	du	 capitalisme moderne. Les entreprises restent de	taille	moyenne	avec un fort ancrage local, tandis qu'une partie de la production est délocalisée, tout en conservant de vrais liens avec les autres PME locales.

## Tourisme
Grâce à son riche passé historique et culturel, à ses nombreuses stations balnéaires ainsi qu’à la présence des Alpes, propices aux sports d’hiver, l’Italie est la quatrième destination touristique mondiale. Les villes les plus touristiques sont Rome (une des villes les plus visitées au monde), Florence, Venise (les 3 grandes villes d'art). En 2006, les recettes touristiques s’élevaient à environ 38,1 milliards de dollars.

## Développement inégal des régions

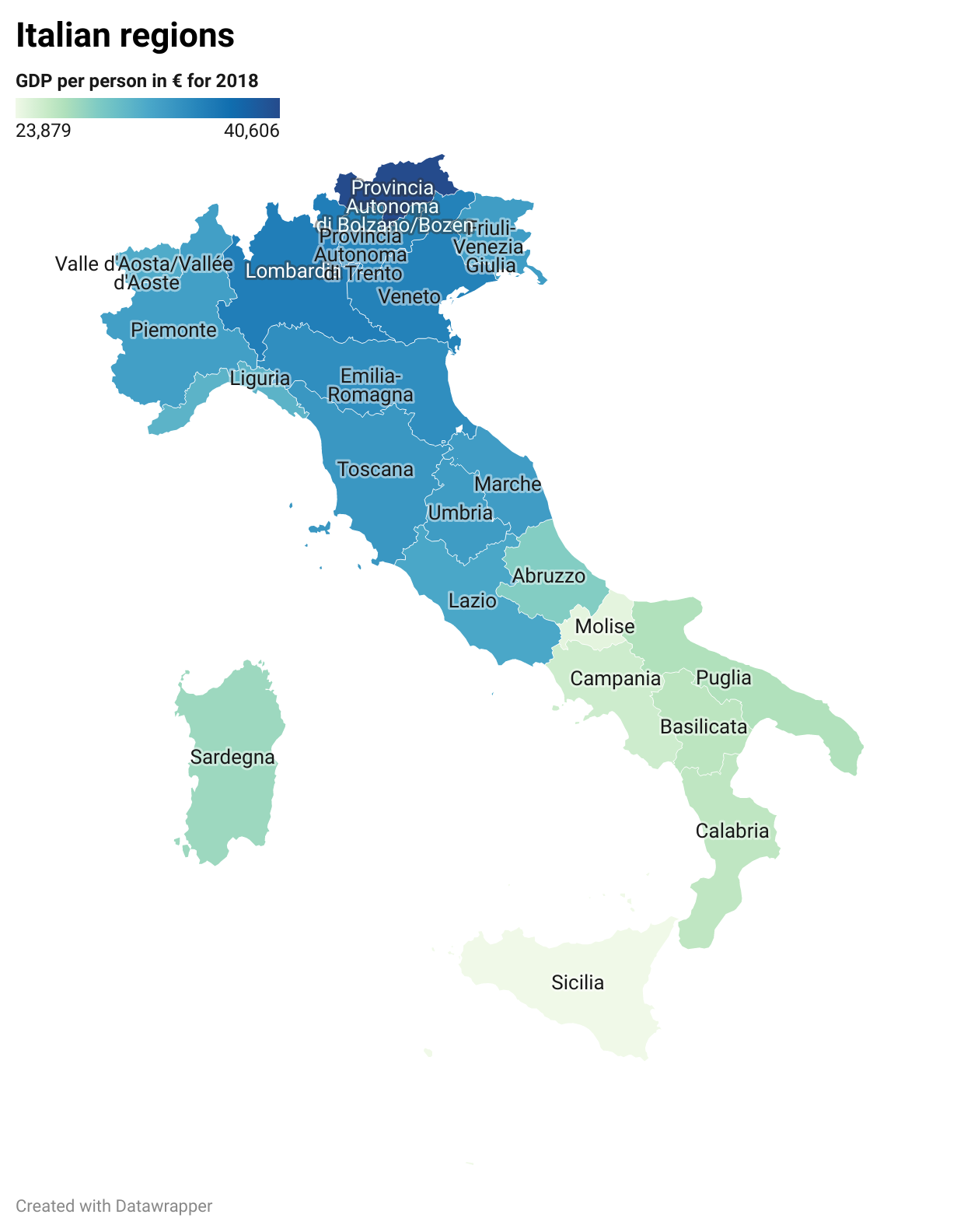
Carte des régions italiennes par PIB, 2018

L'Italie présente de fortes inégalités de développement entre ses régions. En 2019, selon l’Institut national de statistique (Istat), le PIB des régions du Sud et des îles (Sardaigne et Sicile) ne représentait que la moitié de celui des régions du nord-ouest du pays. Les efforts de l’État visant à amoindrir ces inégalités ont été abandonnés dans les années 1990 : « l’État a dû s’attaquer à son problème de dette publique considérable, et il a commencé à vivre au jour le jour, en investissant prioritairement sur les régions les plus fortes du pays, là où le bénéfice semblait plus immédiat », explique l’économiste Gianfranco Viesti. Entre le début des années 2000 et la période 2017-2019, les investissements publics annuels dans le Sud et les îles ont chuté de 50 %. Conséquence de ces inégalités territoriales, le taux de chômage est, en 2023, de 4,8 % en Lombardie, contre 17,1 % en Campanie.

## Inégalités entre les genres
Les écarts de salaires horaires entre hommes et femmes en Italie sont relativement faibles par rapport à la moyenne européenne — presque inexistants dans le secteur public et de 17 % dans le secteur privé. Cependant, les obligations familiales qui s’imposent aux femmes en conduisent beaucoup à interrompre leur carrière professionnelle, notamment en raison du caractère particulièrement onéreux des services de garde d'enfants ou de personnes âgées. Ainsi, le patrimoine construit par les femmes en Italie au moment de la retraite ne correspond qu'à 76 % de celui des hommes et les pensions perçues ne représentent que 60 % de celles reçues par les hommes. Le taux d’emploi des Italiennes n'est que de 55 %, contre 74,7 % pour les hommes.

## Crime organisé

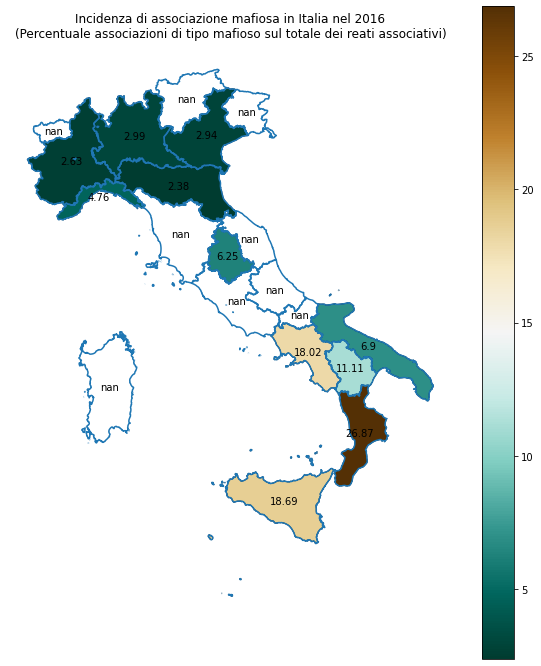
Incidence des associations mafieuses en Italie, Source:[https://www.istat.it/sistema-informativo-6/banca-dati-territoriale-per-le-politiche-di-sviluppo/ Istat

Les plus connus sont les organisations populaires de la mafia sicilienne, la 'Ndrangheta calabraise et la Camorra à Naples. Elles sont bien établies sur leurs territoires et sont actives dans les activités de l'extorsion, le trafic de drogue, la prostitution et l'économie informelle. On estime que 7 % du PIB italien en est le produit.

## Entreprises
L'Italie est le siège d'entreprises de taille intermédiaire et de grandes entreprises dont les marques sont réputées dans le monde entier. Bien que certaines aient été rachetées par de grands groupes étrangers, beaucoup sont encore contrôlées par un actionnariat à majorité familial. Elles sont notamment présentes dans les secteurs suivants : 
- La mode, le luxe et le textile : Gucci, Armani, Prada, Versace, Dolce & Gabbana, Benetton, Ray-Ban, Bulgari, Calzedonia, Max Mara, Fendi, Cerruti, Geox, Tod's, Ferragamo, Sergio Tacchini, Ellesse, Lotto, Kappa, Diesel, Kiton, Alcantara, etc. 40 % de la production mondiale de produits de luxe est issue d'ateliers italiens[25].

- Le secteur agroalimentaire : Ferrero, Parmalat, Perfetti Van Melle, Bolton Group, Buitoni, Barilla, Giovanni Rana, Campari, Galbani, Martini, Lavazza, Kimbo, Carapelli, De Cecco, Zanetti Segafredo, Bauli, etc.

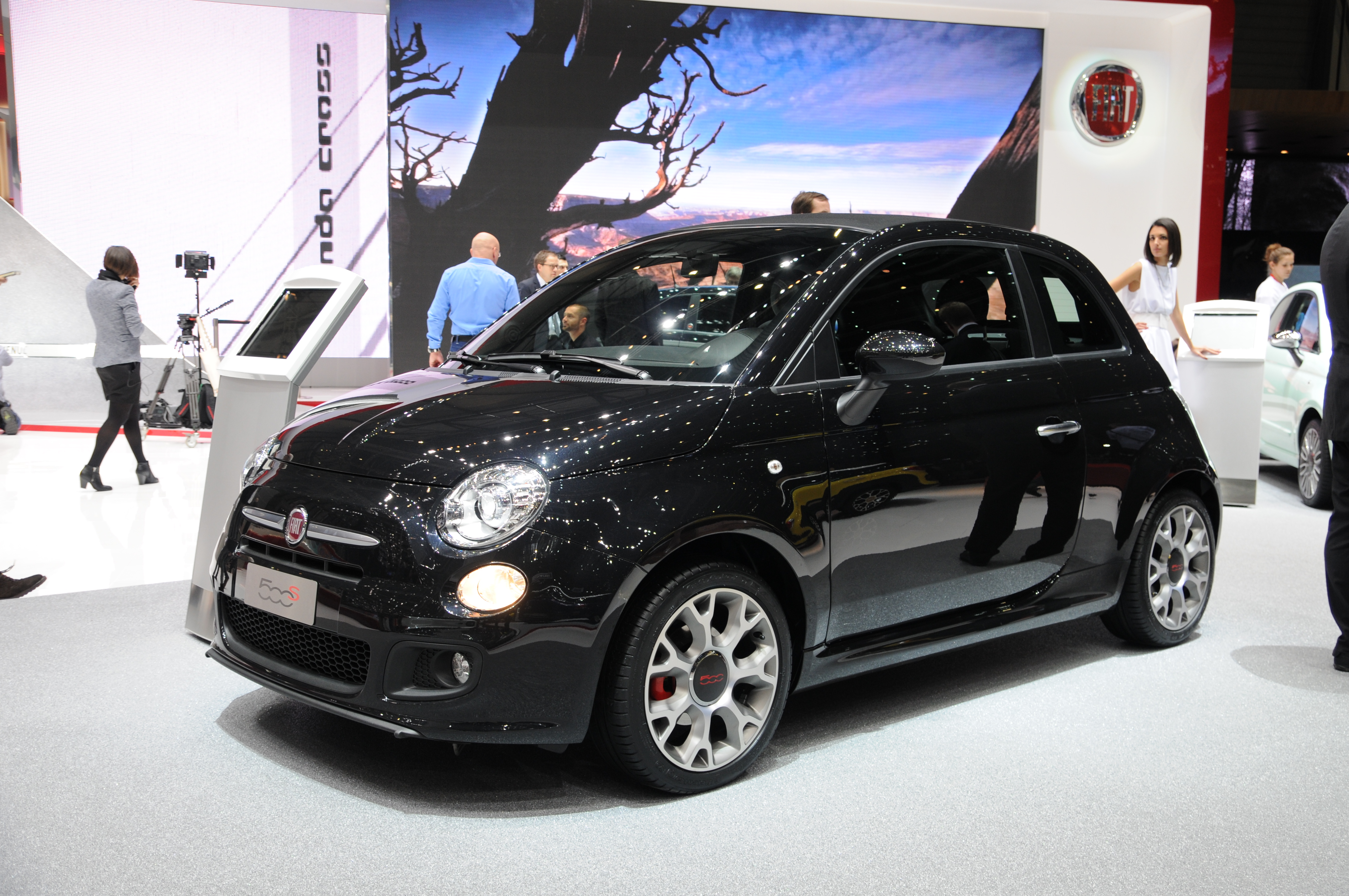
Automobile de la marque Fiat, groupes FCA, Stellantis

- L'automobile : Fiat, Lancia, Alfa Romeo, Lamborghini, Ferrari, Pagani, Maserati, Iveco ; les motos Aprilia, Ducati, Cagiva et les scooters Piaggio. La fusion en 2021 du groupe Fiat Chrysler Automobiles et du Groupe PSA a donné naissance en 2021 au groupe franco-italien Stellantis, contrôlé par des capitaux italiens et français (dont les familles Agnelli et Peugeot). C'est le plus gros employeur industriel d'Italie. Avec 400 000 salariés dans le monde et un ancrage très fort en Europe et en Amérique du Nord, Stellantis a le potentiel pour s'affirmer comme un leader mondial du secteur. Toutefois, très marqué par l'effondrement des ventes de véhicules en Europe lors de la crise sanitaire, Stellantis ne s'est hissé qu'à la 6e place des plus grands groupes automobiles du monde avec 5,9 millions d'unités vendues en 2020[26].

- L'industrie : le spécialiste de la défense et de l'aéronautique et spatial Leonardo (ex-Finmeccanica), le lunetier franco-italien EssilorLuxottica, les pneumatiques Pirelli, le fabricant de câbles Prysmian, les cimentiers Italcementi et Buzzi Unicem, les groupes de sidérurgie Tenaris, Riva, Marcegaglia, Lucchini RS et Groupe Beltrame, les sous-traitants automobiles Brembo et Magneti Marelli, les armuriers Beretta et Simmel Difesa, le fabricant de missiles franco-italo-germano-britannique MBDA, les constructeurs navals Fincantieri et Ferretti, le producteur de matériaux isolants Groupe Mapei, le leader mondial des produits en cuivre pour les hautes technologies Intek Group SpA, les fabricants d'appareils électroménagers Candy, Indesit, De'Longhi, Smeg, et Zanussi, le chauffagiste Ariston Thermo, le constructeur d'aciéries Danieli, le spécialiste de la bureautique Olivetti, le 4e producteur mondial de verre Bormioli Rocco, le numéro 1 mondial du carrelage Marazzi Group, les leaders européens des appareils de fitness Technogym et Panatta, les entreprises de BTP Webuild (ex-Salini Impregilo et Astaldi), Groupe Gavio et TreviGroup, le conglomérat industriel italo-argentin Techint, le fabricant de puces électroniques franco-italien STMicroelectronics, etc.

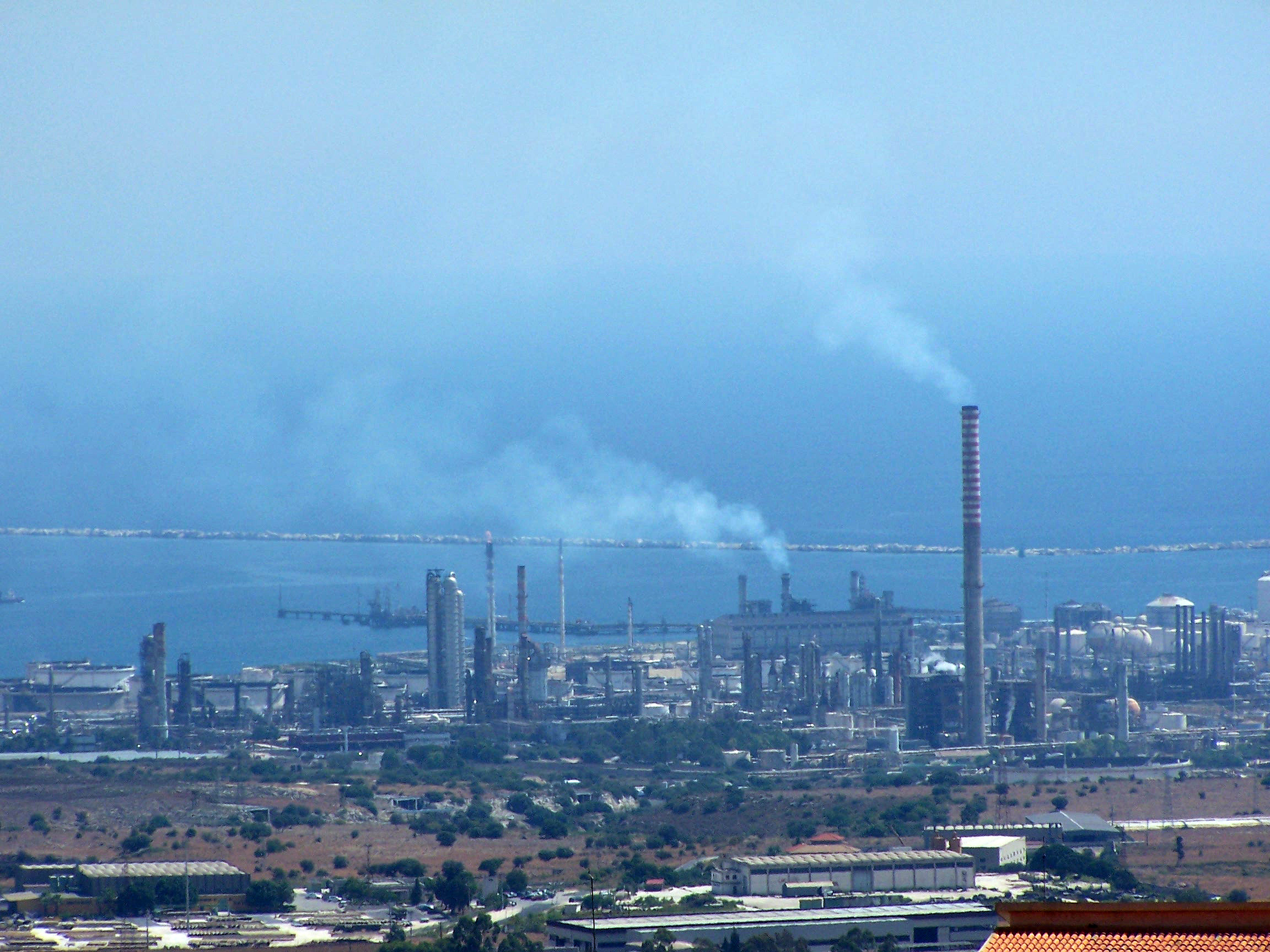
Pôle pétrochimique à Priolo Gargallo, Siracuse.

- L'industrie pharmaceutique et chimique : Zambon, Artsana, Sigma-Tau, Menarini, Chiesi Farmaceutici, Bracco, Sorin Biomedica, Angelini, Recordati, etc.

- La banque, les assurances et la finance : les assureurs Generali et Unipol, les banques Intesa Sanpaolo, Unicredit, Mediobanca, Banco BPM, UBI Banca, Banca Monte dei Paschi di Siena, Banca Mediolanum, etc.

- L'énergie : Eni, le 5e groupe pétrolier mondial, Enel (électricite, eau, gaz), Edison (électricité et gaz naturel), Snam (transport de gaz naturel), A2A (chauffage urbain), Gruppo Falck (énergies renouvellables), etc.

- Les médias : Mediaset, Telecom Italia, RCS MediaGroup, Arnoldo Mondadori Editore, Groupe L'Espresso, De Agostini, Panini Comics, Fastweb, Laterza, Sellerio, Adelphi, etc.

- La grande distribution : Conad, Coop Italia, Esselunga, etc.

- Le tourisme : MSC Croisières, Costa Croisières, Caronte & Tourist, Grimaldi Group, Autogrill, etc.

## Secteur agricole

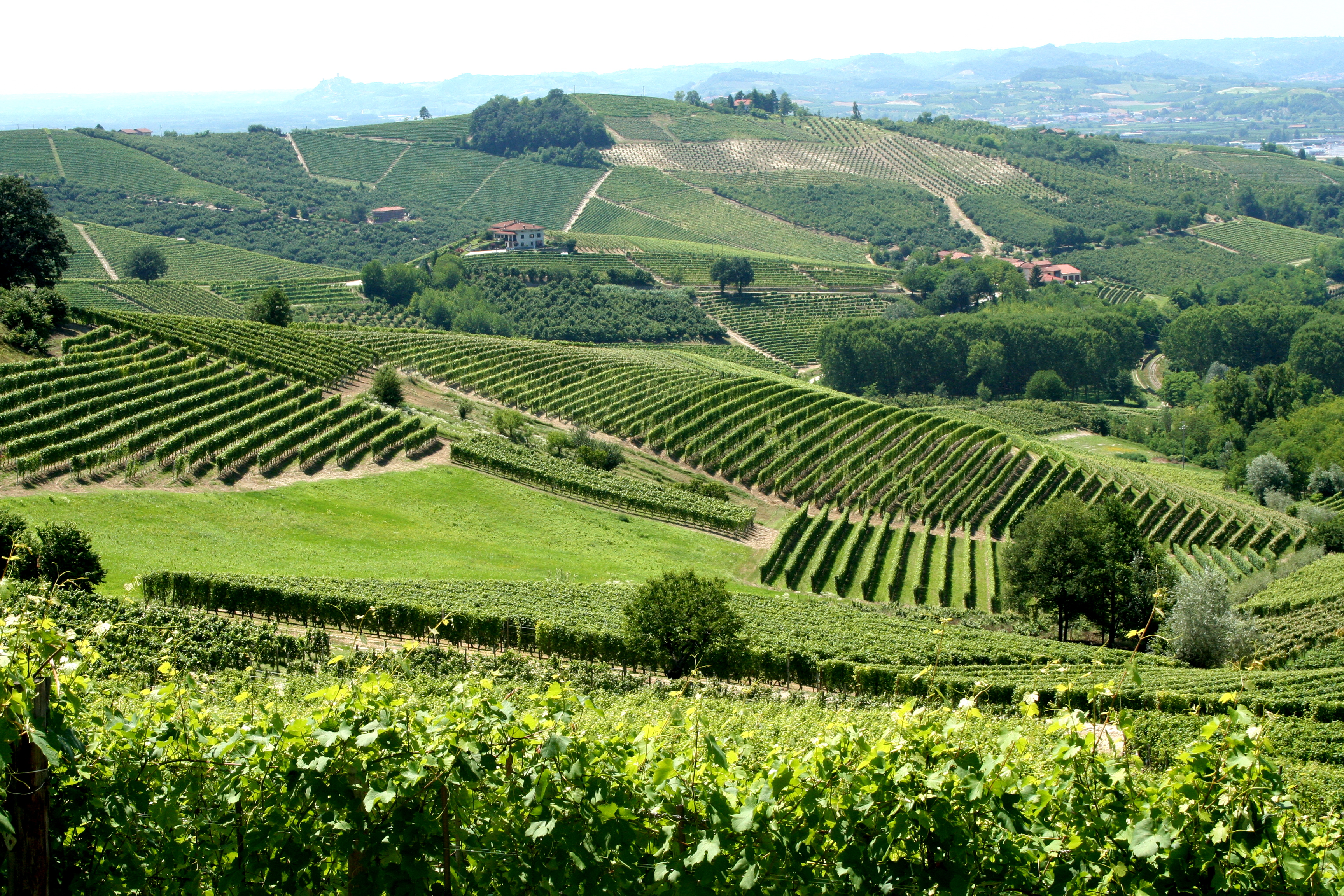
Paysage de vignoble du piémont. L'Italie est le premier producteur de vin avec 22% du marché mondial, ainsi que le pays avec la plus grande variété de cépage autoctone
,,

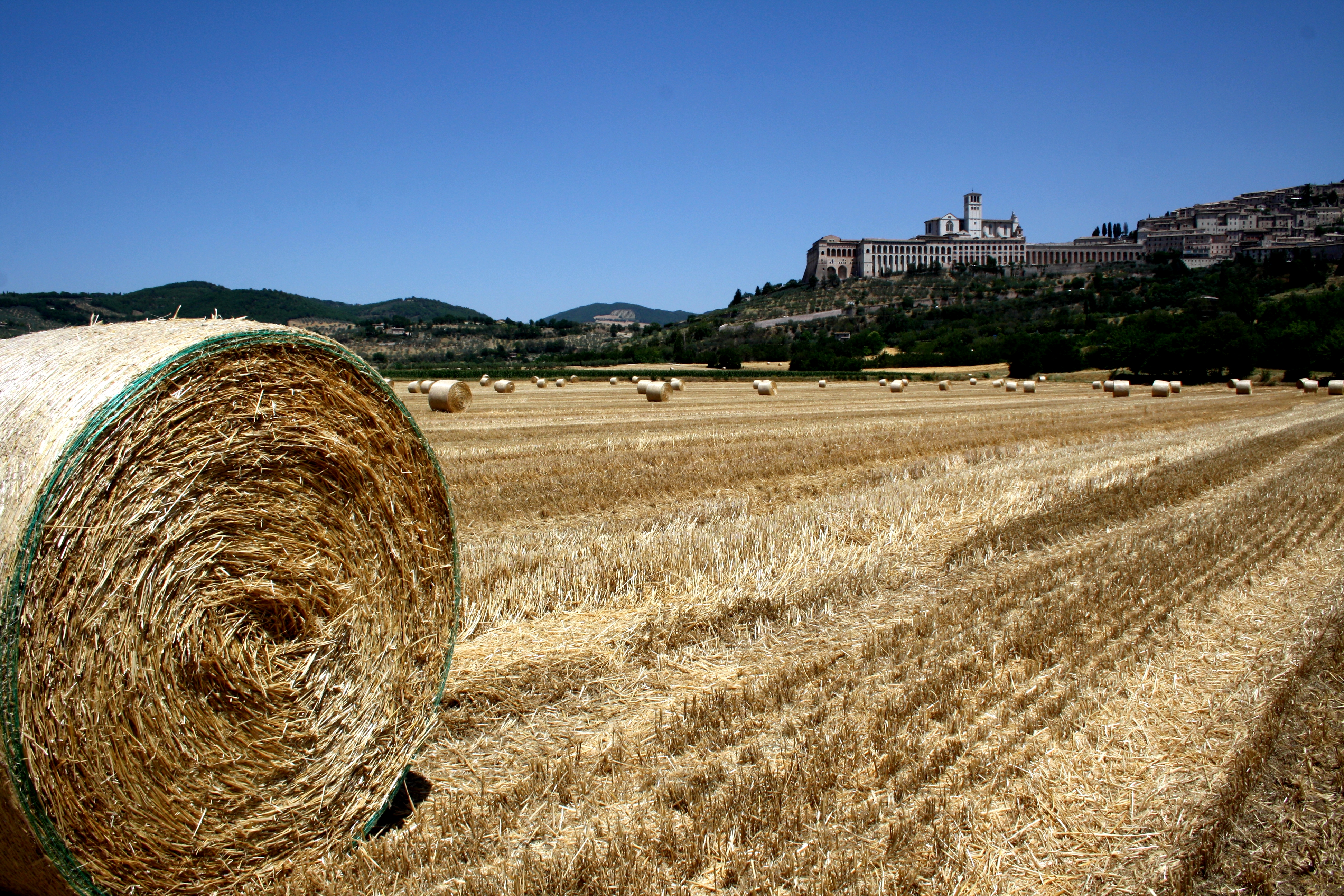
Champ cultivé en Umbria. Basilique de Saint François d'Assise en arrière plan.

Le secteur agricole représente, en 2019, 132 milliards d’euros, soit 8 % du PIB italien. Les ouvriers agricoles sont souvent exposés à la surexploitation. Une partie d'entre eux sont des travailleurs immigrés et gagnent entre 20 et 25 euros par jour pour douze heures de travail. Il n’est pas rare que ces ouvriers agricoles meurent sur leurs lieux de travail, résultat d’un épuisement et de conditions de vie désastreuses dans des baraquements de fortune.
En 2018, Global Slavery Index, une organisation calculant le nombre de personnes réduites à l’esclavage par pays, a estimé le taux de travailleurs agricoles exploités en Italie au nombre de 50 000. Un rapport de l’Union européenne sur l’esclavagisme indique en 2019 que 400 000 travailleurs agricoles en Italie risquent d’être réduits à l’esclavage et près de 100 000 sont contraints à vivre dans des conditions inhumaines.

## Industrie militaire
Bien que la loi italienne prohibe officiellement l'exportation d'armes vers des pays en guerre, le pays vend des armes à l'Arabie saoudite et à ses partenaires militaires engagés dans la guerre au Yémen. En réaction au maintien de ces exportations, un groupe d'ONG dépose une plainte en 2018, accusant notamment l'entreprise RWM Italia d’avoir fourni les bombes responsables de la mort de six civils, dont quatre enfants.

## Système de retraite
La pension des retraités italiens se calcule depuis 1996 au prorata des cotisations versées tout au long de la carrière, et indexée sur l'espérance de vie. Depuis 2001 et à la suite de la crise financière de 2008, les pensions ont été revues à la baisse et l'âge donnant droit à la retraite a été repoussé à 66 ans.